# Kanton Janville
Kanton Janville (francouzsky Canton de Janville) je francouzský kanton v departementu Eure-et-Loir v regionu Centre-Val de Loire. Tvoří ho 19 obcí.

## Obce kantonu
- Allaines-Mervilliers
- Barmainville
- Baudreville
- Fresnay-l'Évêque
- Gommerville
- Gouillons
- Guilleville
- Intréville
- Janville
- Levesville-la-Chenard
- Mérouville
- Neuvy-en-Beauce
- Oinville-Saint-Liphard
- Poinville
- Le Puiset
- Rouvray-Saint-Denis
- Santilly
- Toury
- Trancrainville